# 淳于量
淳于量（511年—582年），字思明，濟北人，南北朝南梁、南陳官員。
淳于量家族世居建康，父親淳于文成是南梁將領，官至光烈將軍、梁州刺史。他自少懂得對待自己，樣子英偉，有才幹，熟悉弓箭騎馬，梁元帝蕭繹擔任荊州刺史時，父親分給他人馬叫他到元帝處工作。淳于量自湘東王國常侍起家，兼任西中郎府中兵參軍，遷官府佐、常兼中兵、直兵者十多年，在府中的兵卒十分多。荊州雍州邊界處經常有蠻夷反叛，蠻夷的山帥文道期成為邊防禍患，中兵王僧辯出征不利，派遣淳于量幫助。他來到後和王僧辯合作打敗文道期，斬殺當地酋長，俘虜萬多人，以功封廣晉縣男，食邑三百戶，授涪陵太守，歷任新興、武寧二郡太守。侯景之亂，梁元帝派遣五軍支援京邑，他參與其中；到建康失陷，他回到荊州。之後元帝承制，任命淳于量為假節、通直散騎常侍、都督巴州諸軍事、信威將軍、巴州刺史。侯景西上攻打巴州，元帝命令都督王僧辯佔據巴陵，他和王僧辯一同防衛侯景，大敗侯景的軍隊，擒拿他的部將任約。接著二人進攻郢州，捉獲宋子仙，仍然隨著王僧辯討平侯景。承聖元年（559年），朝廷以功勳授與淳于量左衛將軍，封為謝沐縣侯，食邑五百戶，不久外任持節、都督桂定東西寧等四州諸軍事、信威將軍、安遠護軍、桂州刺史。
荊州被西魏攻陷，淳于量保住桂州；王琳割據湘州和郢州，多次派人招攬他，他雖然對外和王琳往來，但暗地遣使抄小路歸附陳霸先。陳霸先受襌建立南陳，授於淳于量持節、散騎常侍、平西大將軍，給他一隊儀仗，依然任職都督、刺史；不糾進號鎮南將軍，仍授與都督、鎮西大將軍、開府儀同三司。陳文帝繼位，進號征南大將軍。
王琳平定後，朝廷多次要求他入朝，天嘉五年（564年）三月，徵任為中撫大將軍，依然擔任常侍、儀同、獲得鼓吹。淳于量的部下大多眷戀本土，打算逃入山谷，不願意入朝。陳文帝派湘州刺史華皎征討衡州界黃洞，並以兵迎接他。天康元年（566年），他到達建康，被他人以在路途上逗留而彈免去儀同；光大元年（567年），朝廷再次給他給一部鼓吹。五月，華皎謀亂，他出任使持節、征南大將軍、西討大都督，率領艦隊從郢州樊浦應戰，之後華皎失敗逃遁，同時北周將領長胡公拓跋定投降，因功授侍中、中軍大將軍、開府儀同三司，進封醴陵縣公，增食邑一千戶。不過官職尚未拜授就外任使持節、都督南徐州諸軍事、鎮北將軍、南徐州刺史，依舊擔任侍中、儀同，得到鼓吹。
太建元年（569年），淳于量進號征北大將軍，給人扶侍他；至太建三年（571年），淳于量向江陰王蕭季卿购买梁朝陵墓的樹木被連坐免去侍中，但很快復官。太建五年（573年）正月，再徵召為中護大將軍，仍然是侍中、儀同、得到鼓吹、扶侍。吳明徹西伐也，他表示贊成，派第六子淳于岑率領跟從軍隊；淮南攻克，淳于量改封始安郡公，增食邑一千五百戶，次年（574年）二月外調使持節、都督郢巴南司定四州諸軍事、征西大將軍、郢州刺史，其他官職優待一如以往。太建七年（575年）十一月，徵召為中軍大將軍、護軍將軍；太建九年（577年）因公事免去侍中，不就又復加侍中。太建十年春，吳明徹被北周俘虜，朝廷加淳于量使持節、都督水陸諸軍事，授散騎常侍、都督南北譙三州諸軍事、車騎將軍、南兗州刺史，其他如故。太建十三年（581年）正月，加左光祿大夫，增食邑五百戶，次年（582年）四月薨，虛歲七十二，贈司空。

## 引用
1. 1 2  《陳書·卷十一·列傳第五》：淳于量字思明。其先濟北人也，世居京師。父文成，仕梁為將帥，官至光烈將軍、梁州刺史。量少善自居處，偉姿容，有幹略，便弓馬。梁元帝為荊州刺史，文成分量人馬，令往事焉。起家湘東王國常侍，兼西中郎府中兵參軍。累遷府佐、常兼中兵、直兵者十餘載，兵甲士卒，盛於府中。荊、雍之界，蠻左數反，山帥文道期積為邊患，中兵王僧辯征之，頻戰不利，遣量助之。量至，與僧辯并力，大破道期，斬其酋長，俘虜萬計。以功封廣晉縣男，邑三百戶，授涪陵太守。歷為新興、武寧二郡太守。
2. 1 2  《南史·卷六十六·列傳五十六》：淳于量字思明，其先濟北人也。世居建鄴。父文成，仕梁為將帥，位梁州刺史。量少善自居處，偉姿容，有幹略，便弓馬。梁元帝為荊州刺史，文成分量人馬，令往事焉。以軍功封廣晉縣男。
3. ↑  《陳書·卷十一·列傳第五》：侯景之亂，梁元帝凡遣五軍入援京邑，量預其一。臺城陷，量還荊州。元帝承制以量為假節、通直散騎常侍、都督巴州諸軍事、信威將軍、巴州刺史。侯景西上攻巴州，元帝使都督王僧辯入據巴陵。量與僧辯并力拒景，大敗景軍，擒其將任約。進攻郢州，獲宋子仙。仍隨僧辯克平侯景。承聖元年，以功授左衛將軍，封謝沐縣侯，邑五百戶。尋出為持節、都督桂定東西寧等四州諸軍事、信威將軍、安遠護軍、桂州刺史。
4. ↑  《南史·卷六十六·列傳五十六》：侯景之亂，梁元帝凡遣五軍入援臺，量預其一。臺城陷，量還荊州。元帝承制以為巴州刺史。侯景西上攻巴州，元帝使都督王僧辯入據巴陵，量與僧辯並力拒景，大敗之，禽其將任約。進攻郢州，獲宋子仙。仍隨僧辯平侯景。封謝沐縣侯。尋出為都督、桂州刺史。
5. ↑  《陳書》卷2：〔永定三年〕二月辛酉，以平西將軍、桂州刺史淳于量為開府儀同三司，進號鎮西大將軍。
6. ↑  《陳書》卷3：〔永定三年七月〕庚申，以鎮南大將軍、開府儀同三司、桂州刺史淳于量進號征南大將軍。
7. ↑  《陳書·卷十一·列傳第五》：荊州陷，量保據桂州。王琳擁割湘、郢，累遣召量，量外雖與琳往來，而別遣使從閒道歸於高祖。高祖受襌，授持節、散騎常侍、平西大將軍，給鼓吹一部，都督、刺史並如故。尋進號鎮南將軍。仍授都督、鎮西大將軍、開府儀同三司。世祖嗣位，進號征南大將軍。
8. ↑  《南史·卷六十六·列傳五十六》：及魏克荊州，量保桂州。王琳擁割湘、郢，累遣召量，量外雖與琳往來，而別遣使歸陳武帝。武帝受禪，進位鎮西大將軍、開府儀同三司。
9. ↑  《陳書》卷3：三月丁丑，以征南大將軍、開府儀同三司、桂州刺史淳于量為中撫軍大將軍。
10. ↑  《陳書》卷4：景申，以中撫大將軍淳于量為使持節、征南大將軍，總率舟師以討之。
11. ↑  《陳書》卷4：〔光大二年十一月〕壬子，以鎮北將軍、開府儀同三司、南徐州刺史黃法矴為鎮西將軍、郢州刺史，新除中軍大將軍、開府儀同三司淳于量為鎮北將軍、南徐州刺史。
12. ↑  《陳書·卷十一·列傳第五》：王琳平後，頻請入朝，天嘉五年，徵為中撫大將軍，常侍、儀同、鼓吹並如故。量所部將帥，多戀本土，並欲逃入山谷，不願入朝。世祖使湘州刺史華皎征衡州界黃洞，且以兵迎量。天康元年，至都，以在道淹留，為有司所奏，免儀同，餘並如故。光大元年，給鼓吹一部。華皎構逆，以量為使持節、征南大將軍、西討大都督，總率大艦，自郢州樊浦拒之。皎平，并降周將長胡公拓跋定等。以功授侍中、中軍大將軍、開府儀同三司，進封醴陵縣公，增邑一千戶。未拜，出為使持節、都督南徐州諸軍事、鎮北將軍、南徐州刺史，侍中、儀同、鼓吹並如故。
13. ↑  《南史·卷六十六·列傳五十六》：天嘉五年，徵為中撫軍大將軍。量所部將率多戀本土，並欲逃入山谷，不願入朝。文帝使湘州刺史華皎征衡州，且以兵迎量。天康元年，至都，以在道淹留，為有司奏，免儀同，餘如故。華皎構逆，以量為征南大將軍、西討大都督，總率大艦，自郢州樊浦拒之。皎平，並降周將長湖西元定等。以功授侍中、中軍大將軍、開府儀同三司，進封醴陵縣公。未拜，出為南徐州刺史。
14. ↑  《陳書》卷5：景辰，以中權大將軍、開府儀同三司淳于量為征西大將軍、郢州刺史。
15. ↑  《陳書》卷5：十一月庚戌，以征西大將軍、開府儀同三司、郢州刺史淳于量為中軍大將軍。
16. ↑  《陳書·卷十一·列傳第五》：太建元年，進號征北大將軍，給扶。三年，坐就江陰王蕭季卿買梁陵中樹，季卿坐免，量免侍中。尋復加侍中。五年，徵為中護大將軍，侍中、儀同、鼓吹、扶並如故。吳明徹之西伐也，量贊成其事，遣第六子岑率所領從軍。淮南克定，量改封始安郡公，增邑一千五百戶。六年，出為使持節、都督郢巴南司定四州諸軍事、征西大將軍、郢州刺史，侍中、儀同、鼓吹、扶並如故。七年，徵為中軍大將軍、護軍將軍。九年，以公事免侍中。尋復加侍中。十年，吳明徹陷沒，加量使持節、都督水陸諸軍事，仍授散騎常侍、都督南北兗譙三州諸軍事、車騎將軍、南兗州刺史，餘並如故。十三年，加左光祿大夫，增邑五百戶，餘並如故。十四年四月薨，時年七十二。贈司空。
17. ↑  《南史·卷六十六·列傳五十六》：太建元年，進號征北大將軍，給扶。三年，就江陰王蕭季卿買梁陵中樹，季卿坐免，量免侍中。尋復侍中。吳明徹之北侵也，量贊成其事。又遣第六子岑率所領從軍。淮南克定，量改封始安郡公。及周獲吳明徹，乃以量為都督水陸諸軍事、車騎將軍、都督、南兗州刺史。十四年薨，贈司空。

## 延伸阅读
[在维基数据编辑]
 《陳書·卷11》，出自姚思廉《陳書》
 《南史/卷66》，出自李延壽《南史》